# جامعة نجران
جامعة نجران جامعة حكومية سعودية، أنشئت عام 1427هـ في منطقة نجران.

## تأسيس جامعه نجران
أصدر الملك عبد الله بن عبد العزيز أمراً باعتماد جامعة نجران جامعة مستقلة في 10/10/1427هـ, وقد تم تحويـل مجمـع الكليات التي كانت تابعه لجامعـة الملك خالد بعسير إلى جامعة تحت مسمى جامعة نجران، وذلك بناءً على طلب أمير منطقة نجران من خادم الحرمين الشريفين أثناء تدشينه حفل افتتاح مجمع الكليات الجامعية.

## الموقع العام للجامعة
تقع على الامتداد الشرقي لمدينة نجران على مساحة وقدرها 18مليون متر مربع، وهي بذلك تعد أكبر المدن الجامعية في المملكة العربية السعودية من حيث المساحة، وهذه المدينة الجامعية يضم قسماً للطلاب يحتوي على 15 كلية، وقسماً للطالبات يضم 10كليات بطاقة استيعابية قدرها 45 ألف طالب وطالبة، كما يحوي المجمع مدينة طبية، ومركز أبحاث، ومدينة رياضية وترفيهية، وإسكاناً لأعضاء هيئة التدريس والطلاب والطالبات، كما تشمل مدينة استثمارية مستقبلية لخدمة الجامعة مثل: الفندق والمركز التجاري.

## الأهداف
تسعى جامعة نجران إلى الارتقاء بالبرامج الأكاديمية إلى المستوى العالمي، وتزويد الطلاب والطالبات بكفاءات عالية تلائم المستقبل، ورفع كفاءة أعضاء هيئة التدريس، واستخدام أحدث التقنيات، وموافقة مصادر التعلم للمعايير القياسية، والخدمات المميزة للطلاب والطالبات، وتحقيق معايير الجودة الشاملة عبر تطوير الأنظمة المالية والإدارية، وتطوير مجال البحث العلمي وبرامج الدراسات العليا، والسعي للشراكة والتعاون محلياً وإقليمياً وعالمياً.

## الكليات
- كلية الطب
- كلية العلوم الطبية التطبيقية
- كلية التمريض
- كلية علوم الحاسب ونظم المعلومات
- كلية التربية
- الكلية التطبيقية
- كلية الشريعة وأصول الدين
- كلية طب الأسنان

- كلية العلوم الأدارية * كلية الصيدلة
- كلية الهندسة

- كلية اللغات والترجمة
- كلية العلوم والآداب
- كلية العلوم والآداب بشرورة

- كلية العلوم الطبية التطبيقية.[5]

## العمادات
تضم جامعة نجران عدد من العمادات المتخصصة في الشؤون التالية: خدمة المجتمع والتعليم المستمر، السنة التحضيرية، القبول والتسجيل، شؤون الطلاب، الدراسات العليا، شؤون المكتبات، التعلم الإلكتروني والتعلم عن بعد، التطوير والجودة، البحث العلمي، شؤون أعضاء هيئة التدريس والموظفين، الاتصالات وتقنية المعلومات.

## رؤساء الجامعة
| الرئيس                       | الفترة                  | ملاحظات |
| ---------------------------- | ----------------------- | ------- |
| عبدالرحمن بن إبراهيم الخضيري | من أغسطس 2021           | [ 6 ]   |
| فلاح بن فرج بن علي السبيعي   | من أكتوبر 2017          | [ 7 ]   |
| محمد بن إبراهيم الحسن        | من 2007 إلى أكتوبر 2017 |         |

## وصلات خارجية
- جامعة نجران